# Generation Kill
Generation Kill je sedmidílná minisérie z produkce HBO, natočená podle literární předlohy Ewana Wrighta z roku 2004, o mariňácké jednotce First Recon Battalion v prvních čtyřiceti dnech války v Iráku. Děj je zaměřen na osudy vojáků stejně, jako tomu bylo v jeho předchůdci z druhé světové války - Bratrstvu neohrožených.
Jako předloha pro vznik seriálu sloužila kniha Evana Wrighta Generation Kill, která získala mnoho ocenění. Ewan Wright - reportér časopisu Rolling Stone, který jako člen 1. rozvědky námořnictva zaznamenával své zážitky z průběhu první vlny amerického útoku na Bagdád v roce 2003. Kniha je zaměřena na prvních čtyřicet dní války v Iráku. Seriál líčí skutečné příběhy mladých mariňáků a jejich zážitky z předvoje americké invaze, nazvané Operace Svoboda pro Irák, kdy zápolili s nedostatečnou výzbrojí, s nekompetentním vedením důstojníků i s nejasnou bojovou strategií. Ewan Wright se účastnil této válečné operace jako člen 1.rozvědky námořnictva a napsal o jejím průběhu řadu článků pro časopis Rolling Stone.

## Obsazení
V hlavních rolích účinkuje celkem 28 herců. Většina postav je z druhé čety roty Bravo prvního průzkumného praporu. Lee Tergesen hrál novináře Evana Wrighta, který jednotku po celou dobu doprovází. Wright byl přidělen k vedoucímu vozidlu, které sdílel se seržantem Bradem 'Icemanem' Colbertem (Alexander Skarsgård), desátníkem Joshem Rayem Personem (James Ransone) a Lancem Corporalem Haroldem Jamesemm Trombleym (Billy Lush).
Ostatní postavy hrají: nadporučík Nathaniel Fick (Stark Sands), seržant Antonio 'Espera Poke' (Jon Huertas), nemocniční zdravotník druhé třídy Robert Timothy 'Doc' Bryan (Jonah Lotan), desátník Evan 'Q-Tip' Stafford (Wilson Bethel), desátník Walt Hasser (Pawel Szajda), kulometčík seržant Mike 'Gunny' Wynn (Marc Menchaca), desátník Gabriels 'Gabe' Garza (Rey Valentin), desátník Jason Lilley (Kellan Lutz), seržant Leandro "Shady B" Batista (Mike Figueroa), seržant Larry Shawn 'Pappy' Patrick (Josh Barrett), seržant Rudy 'Fruity' Reyes (hraje sám sebe), desátník Anthony 'Manimal' Jacks (Rich McDonald) a desátník James Chaffin (Eric Ladin).

### První průzkumný prapor
První průzkumný prapor (1st Recon Battalion) je součástí první divize námořní pěchoty pod velením generálmajora Jamese Mattise (Robert Burke). Praporu velí podplukovník Stephen 'Godfather' Ferrando (Chance Kelly).
| Herec                                         | Postava                                          | Hodnost                                                 |
| --------------------------------------------- | ------------------------------------------------ | ------------------------------------------------------- |
| První průzkumný prapor                        |                                                  |                                                         |
| Chance Kelly                                  | Podplukovník Steven 'Godfather' (Kmotr) Ferrando | Velitel praporu                                         |
| Benjamin Busch                                | Major Todd Eckloff                               | Výkonný důstojník praporu (Battalion Executive Officer) |
| Neal Jones                                    | Sergeant Major John Sixta (Mr. Potato Head)      | (Battalion Sergeant Major)                              |
| Nabil Elouahabi                               | Meesh                                            | Překladatel praporu                                     |
| Alpha Company – volací znak Assasin (Zabiják) |                                                  |                                                         |
| Michael Kelly                                 | Kapitán Bryan Patterson                          | Velitel roty (Company Commander)                        |
| Eric Kocher                                   | Gunnery Sergeant Rich Barrett                    | Šéf operací (Company Operations Chief)                  |
| Theo Landey                                   | Seržant Damon Fawcett                            | Tým 2-3, vedoucí týmu (Team Leader)                     |
| Kyle Siebert                                  | Desátník John Burris                             | Tým 2-3, řidič                                          |
| Jeffrey John Carisalez                        | Desátník Smith                                   | Tým 2-3                                                 |
| Darron Meyer                                  | Desátník Cody Scott                              | Tým 2-3, hlavní střelec (Gunner)                        |
| Bravo Company – volací znak Hitman (Vrah)     |                                                  |                                                         |
| Brian Wade                                    | Kapitán Craig Schwetje                           | Velitel roty                                            |
| David Barrera                                 | Seržant (Gunnery srg.) Ray 'Casey Kasem' Griego  | Šéf operací (Company Operations Chief)                  |

### 2.Četa
| Herec               | Postava                                                     | Tým                                                                        | Vozidlo | Pozice ve vozidlu                |
| ------------------- | ----------------------------------------------------------- | -------------------------------------------------------------------------- | ------- | -------------------------------- |
| Alexander Skarsgård | Seržant (Gunnery Sergeant) Brad 'Iceman' Colbert            | Tým 1, vedoucí týmu (Team Leader)                                          | V-01    | Na místě spolujezdce             |
| James Ransone       | Desátník (Corporal) Josh Ray Person                         | Tým 1                                                                      | V-01    | Řidič                            |
| Billy Lush          | Desátník (Lance Corporal) Harold James Trombley             | Tým 1                                                                      | V-01    | Vzadu vpravo (Driver Rear)       |
| Pawel Szajda        | Corporal Walt Hasser                                        | Tým 1                                                                      | V-01    | Hlavní střelec (Turret position) |
| Lee Tergesen        | Evan 'Reporter' Wright                                      | Reportér s Týmem 1                                                         | V-01    | Vzadu vlevo (Passenger Rear)     |
| Jon Huertas         | Seržant (Sergeant) Antonio 'Poke' Espera                    | Tým 1, pomocný vedoucí týmu (Assistant Team Leader)                        | V-02    | Pasažér                          |
| Kellan Lutz         | Desátník (Corporal) Jason Lilley                            | Tým 1                                                                      | V-02    | Řidič                            |
| Stefan Otto         | Corporal Nathan Christopher                                 | Tým 1                                                                      | V-02    | Vzadu vlevo (Passenger Rear)     |
| Sal Alvarez         | Desátník (Corporal) Hector Leon                             | Tým 1                                                                      | V-02    | Vzadu vpravo (Driver Rear)       |
| Rey Valentin        | Desátník (Corporal) Gabriel 'Gabe' Garza                    | Tým 1                                                                      | V-02    | Hlavní střelec (Turret position) |
| Josh Barrett        | Seržant (Sergeant) Larry Shawn 'Pappy' Patrick              | Tým 2, vedoucí týmu                                                        | V-03    | Pasažér                          |
| Rudy Reyes          | Seržant (Sergeant) Rodolfo 'Rudy' Reyes                     | Tým 2                                                                      | V-03    | Řidič                            |
| Eric Ladin          | Desátník (Corporal) James Chaffin                           | Tým 2                                                                      | V-03    | Vzadu vlevo                      |
| Justin Shaw         | Seržant (Sergeant) Michael 'Budweiser' Brunmeier            | Tým 2                                                                      | V-03    | Vzadu vpravo                     |
| Rich McDonald       | Desátník (Corporal) Anthony 'Manimal' Jacks                 | Tým 2                                                                      | V-03    | Střelec (Turret position)        |
| Stark Sands         | Nadporučík (First Lieutenant) Nathaniel 'Nate' Fick         | Velitel čety (Platoon Commander), Command Vehicle                          | V-04    | Pasažér                          |
| Marc Menchaca       | Seržant (Gunnery Sergeant) Mike 'Gunny' Wynn                | Seržant čety (Platoon Gunnery Sergeant), velitel vozidla (Command vehicle) | V-04    | Řidič                            |
| Wilson Bethel       | Desátník (Corporal) Evan 'Q-Tip' Stafford                   | Vzadu vpravo                                                               | V-04    |                                  |
| Daniel Fox          | Svobodník (Private First Class) John Christeson             | Vzadu vlevo                                                                | V-04    |                                  |
| Langley Kirkwood    | Seržant (Sergeant) Steven Lovell                            | Tým 3, vedoucí týmu                                                        | V-05    | Vpředu vlevo                     |
| Mike Figueroa       | Seržant Leandro "Shady B" Baptista                          | Tým 3                                                                      | V-05    | Řidič                            |
| Jonah Lotan         | Desátník (Corpsman Second Class) Robert Timothy 'Doc' Bryan | Tým 3                                                                      | V-05    | Vzadu vpravo                     |
| Sydney Hall         | Desátník (Corporal) Teren 'T' Holsey                        | Tým 3                                                                      | V-05    | Vpředu vlevo                     |
| Bjorn Steinbach     | Desátník (Corporal) Michael Stinetorf                       | Tým 3                                                                      | V-05    | Střelec (Turret position)        |

*corpsman second class je hodnost amerického námořnictva ekvivaletní desátníkovy se zařazením jako zdravotník

#### 3. Četa
| Herec                  | Osoba                                              | Hodnost                          | Vozidlo                           | Pozice ve vozidlu |
| ---------------------- | -------------------------------------------------- | -------------------------------- | --------------------------------- | ----------------- |
| Eric Nenninger         | Kapitán Dave 'Captain America' McGraw              | Velitel čety (Platoon Commander) | Velitel vozidla (Command vehicle) | Vpředu vlevo      |
| Owain Yeoman           | Seržant Eric Kocher                                | Tým 3-2, vedoucí týmu            |                                   | Vpředu vlevo      |
| J. Salome Martinez Jr. | Desátník (Corporal) Jeffrey 'Dirty Earl' Carisalez | Tým 3-2, velitel vozidla         |                                   | Řidič             |
| Sean Brosnan           | Desátník Daniel Redman                             | Tým 3-2                          |                                   | Hlavní střelec    |

### Charlie Company
První průzkumný prapor (1st Recon Battalion's 3rd rifle company). Členové jsou obsažení v krátké scéně v Epizodě 4: "Combat Jack", ale Mariňáci nejsou jmenováni. Volací znak je 'Raptor'.

### Delta Company
Reservisté co zaútočily na první prapor. Členové jsou obsaženi v Epizodě 6: Buďte v klidu ("Stay Frosty"), ale pouze jeden důstojník je jmenován.
| Herec          | Voják                                   | Role                       |
| -------------- | --------------------------------------- | -------------------------- |
| Michael Mosley | Seržant (Gunnery Sergeant) Robert Swarr | Battalion Parachute Rigger |

## Epizody

### 1. Get Some - Dostaň je
USMC připravuje invazi do Iráku na začátku Oprace Irácká svoboda, zatímco čekají na rozkaz v Táboře Mathilda v Kuvajtu, když se k nim připojí redaktor Rolling Stone Evan Wright.

### 2. The Cradle of Civilization - Kolébka Civilizace
Invaze do Iráku je v plném proudu, seržant se snaží udržet vojáky připravené. First Recon Marines přizpůsobují útočné plány s předvídáním jejich prvního kontaktu s nepřítelem v Nasiriyah a Al Gharraf.

### 3. Screwby - Manták
Bravo Company očekává další rozkazy na průzkumnou misi, Encino Man žádá o dělostřeleckou podporu na údajnou pozici RPG týmu. Výsledkem je zničení irácké vesnice.

### 4. Combat Jack - Bojová honitba
Po obsazení iráckého letiště je první četa v čele americké invaze. Po přeskupení pokračuje na sever, čistí vesnice a zřizují silniční zátaras u Al Hayy.

### 5. A Burning Dog - Hořící pes
První četa má za úkol zajistit most přes řeku Eufrat. Na této akci se podílejí místní Iráčané.

### 6. Stay Frosty - Buďte v klidu (Buďte ve střehu)
První četa má za úkol evakuovat civilisty, kteří uprchli z Bagdádu.

### 7. Bomb in the Garden - Bomba v zahradě
V tomto díle se jednotka dostane do Bagdádu. Kde vojáci suplují místní policii a sledují jak se město propadá do chaosu.

## Hudba
| Skladba                                           | Interpret            |
| ------------------------------------------------- | -------------------- |
|                                                   |                      |
| 1.Epizoda                                         |                      |
| Merry Christmas from the Family                   | Robert Earl Keen     |
| Sk8er Boi                                         | Avril Lavigne        |
| Lovin' You                                        | Minnie Riperton      |
| Use Me                                            | Bill Withers         |
|                                                   |                      |
| 2.Epizoda                                         |                      |
| Beyoglu                                           | DJ Kambo             |
| The Marines' Hymn                                 | Tradiční             |
| Smoke Signals                                     | Dada Flair           |
| Complicated                                       | Avril Lavigne        |
| Bodies                                            | Drowning Pool        |
| Boyz-n-the-Hood                                   | Eazy-E               |
| Hot in Herre                                      | Nelly                |
|                                                   |                      |
| 3.Epizoda                                         |                      |
| Hot in Herre                                      | Nelly                |
| Tainted Love                                      | Ed Cobb              |
|                                                   |                      |
| 4.Epizoda                                         |                      |
| I Feel Like I'm Fixin' to Die                     | Joe McDonald         |
| Attahaddiat                                       | Kadhum Al Sahir      |
| Entaha Almeshwar                                  | Kadhum Al Sahir      |
| Copenhagen Song                                   | Josh Person          |
| Teenage Dirtbag                                   | Wheatus              |
|                                                   |                      |
| 5.Epizoda                                         |                      |
| On the Road Again                                 | Willie Nelson        |
| Sundown                                           | Gordon Lightfoot     |
| Gangsta Gangsta                                   | N.W.A.               |
|                                                   |                      |
| 6.Epizoda                                         |                      |
| It Ain't Easy                                     | Tupac Shakur         |
| Let Me Ride                                       | Dr. Dre              |
| Fuck tha Police                                   | N.W.A.               |
| Mamas Don't Let Your Babies Grow Up to Be Cowboys | Ed Bruce             |
| Can I Kick It?                                    | A Tribe Called Quest |
|                                                   |                      |
| 7.Epizoda                                         |                      |
| 9 to 5 (Morning Train)                            | Sheena Easton        |
| Come Sail Away                                    | Styx                 |
| King of the Road                                  | Roger Miller         |
| The Man Comes Around                              | Johnny Cash          |